# ポルノの女王 にっぽんSEX旅行
『ポルノの女王 にっぽんSEX旅行』（ぽるののじょおうにっぽんせっくすりょこう）は、1973年3月3日公開の日本映画。クリスチナ・リンドバーグ主演・中島貞夫監督。製作・東映京都撮影所、配給・東映。成人映画。

## 概要
岡田茂東映社長命名による口にするのさえ恥ずかしいタイトルにより、敬遠されがちだが、和もの青春映画の傑作、ロード・ムーヴィーの傑作、中島貞夫の代表作などと高い評価を受ける一本。　
びっこで何をやってもドジを踏む自動車整備工が、麻薬密輸の連絡係であるスウェーデン娘を間違って誘拐、京都のボロアパートに監禁し、縛り上げて犯すという『コレクター』的映画であるが、次第に愛が芽生え始めるというラブストーリー。他人と通じ合うことが苦手な男が、言葉の通じない相手に懸命にコミュニケーションを取ろうとする姿が哀愁を誘う。

## キャスト
- イングリット・ヤコブセン：クリスチナ・リンドバーグ
- 五味川一郎：荒木一郎
- 神山：下馬二五七
- 修羅場：関睦夫
- 純ちゃん（ラジオ・アナウンサー）：粟津號 [4]
- アナコ：水城マコ
- お民：日高ゆりえ
- 郷原：川谷拓三
- 郷原の部下：片桐竜二
- 大和刑事：岩尾正隆
- 万ちゃん：多賀勝
- 店主：那須伸太朗
- 郷原のボス：有川正治[4]※声の出演
- ラジオ・アナウンサー：どんぐりケン[4]
- 細目：アレキサンダー一世
- 万ちゃんのスケ：高木志麻
- 若い女：本郷静子
- バーテン：有田剛一
- 男：白井孝史
- オカマ：奈辺悟
- ラジオ・アナウンサー：三村敬三[4]※ノンクレジット

## スタッフ
- 監督：中島貞夫
- 脚本：金子武郎・中島信昭
- 企画：天尾完次・三村敬三
- 撮影：国定玖仁男
- 美術：雨森義允
- 音楽：船木謙一（荒木一郎）[7]
- 録音：溝口正義
- 照明：金子凱美
- 編集：神田忠男
- 助監督：篠塚正秀

## 製作
東映はサンドラ・ジュリアンに続いて、スウェーデンのポルノ女優・クリスチーナ・リンドバーグを招聘し、1973年、鈴木則文監督で『不良姐御伝 猪の鹿お蝶』を制作した。1972年に東映洋画を設立した岡田茂東映社長は、「4年後を目標に邦画・洋画の二本立て興行を実施する」とラッパを吹き、海外での映画作品の買付けや東映作品の売り込み等で、海外との取引も増え、外国のポルノ女優の招聘は自然な流れであった。日本への洋画ポルノ（洋ピン）輸入は、大手映画会社である東映が参入して一気に加速したもので、松竹系のグローバル・フィルム、独立系のニューセレクトなどが追随し、1970年代に大きなブームとなった。著名な東映実録路線第一弾『仁義なき戦い』の公開はこの年の正月で、本作製作当時の東映は陰りが見えていた任侠路線に代わる新しい"セックス路線"が開拓できないが模索中であった。

### キャスティング
クリスチーナ・リンドバーグは、東和が配給した1972年の映画『露出 (Exponerad) 』の招きで同年1月10日来日した。"ゴールデンバストの女王""最高に味のよい女"などと事前に宣伝文句を作って煽っていたため、東京で行われた記者会見には招待したマスメディアがほぼ全員出席という珍事が発生。クリスチーナは当時20歳で、日本滞在中に日本でいう成人式を迎え、伝えられたスリーサイズは、B90cm、W53cm、H91cm。"本場"スウェーデンからのポルノ女優来日に、マスメディアは「どんなハレンチな女優が来るのか」と期待させたが、しこたま公害関係の本を持ち込み、「東京は空気も水も汚れているし、都市計画がなってない」などと一席ぶち、肩透かしを喰らわせた。しかし脱ぐと90センチのボインをユラユラさせ、会場はしばし溜息とシャッター音のみ。当時の日本のポルノ女優は、いささか崩れた感じの肉と脂の偉大な塊りイメージだったため、意外や楚々たるお嬢さんの出現に、記者団は当惑気味の一幕と相成った。「スウェーデンの吉永小百合」などとピント外れな表現をするマスメディアも一部にあり、年頃の娘を持つ中年記者は「イヤー、ポルノ女優、ポルノ女優っていうからゴツイ女かと思ってたんだが、あんまり可愛いらしんでびっくりしたよ。まるで人形みたいじゃないの。あれじゃ裸にするのがかえって痛々しいな」などと言ったら、独身の記者は「向こうのポルノ女優って大体可愛いんだよ。12歳の女の子が脱ぐ時代だよ。ポルノはここまで来てるのさ」などと反論するなど会見は大いに盛り上がった。その後の日本縦断ハダカ記者会見では、無理な注文にもケロリとして大胆に脱ぎまくった。日本のマスメディアの対応に「日本人が異常なほどポルノに関心を持つことにはビックリしました。セックスを自然なものとして考えてないのは残念ね。詳しい知識がないから、妄想ばかりたくましくなるんじゃないかしら」などと本場の裸の哲学を述べた。
この後、洋画の買付で動いていた東映洋画国際部の社員がパリの空港でクリスチーナにバッタリ会い、その場で出演交渉。スンナリOKし、東映のポルノに出演となった。東宝も傍系の東和がクリスチーナを最初に来日させた関係で、クリスチーナの主演映画を計画していた。クリスチーナが日本で撮った『不良姐御伝 猪の鹿お蝶』と本作のギャラは各300万円と破格の金額。当時は、岩下志麻や、若尾文子、浅丘ルリ子といったトップ女優でも映画のギャラは300万円以下で、『不良姐御伝 猪の鹿お蝶』で共演した東映専属の池玲子は、その10分の1の30万円で、あまりの外人（外国人）タレント信仰にマスメディアから物笑いの種になった。本作の製作費は3000万円。
サンドラ・ジュリアンは、大人っぽいクールビューティータイプだったが、クリスチーナ・リンドバーグは小柄でロリータ顔の美少女風ながら、ダイナマイトボディを持つその後のロリ系ポルノ女優の先駆者だった。1970年のカンヌ国際映画祭は、第一回国際ポルノ映画コンクールが開催され、20歳のクリスチーナも『露出 (Exponerad) 』のプロモーションでカンヌを訪れ、カメラがわっと取り巻いて人気をさらったヨーロッパでも清純なポルノ女優という評判を呼んだ女優だった。映画公開時は22歳だったが、年齢より若く見え、日本人は今も昔も幼げな少女顔が好きな人種といわれるため、こんな少女がスクリーン上でセックスするというインパクトは強烈だった。ロリータ顔や清純という言葉は、日本のマスメディアが表現しただけでなく、クリスチーナ自ら、「私はスウェーデンではセックス・シンボルとして扱われているわ。でもそれは、私の子供っぽい清純な顔つきのおかげで、汚い感じを与えないからだと思うの。清純な顔つきときれいな体をしているということで幸運にも女優になったけど、他のことでも評価される女優にならなければならないと思っています。続けられる限り女優は続けたいけど、もしダメなら学校に戻って広告関係の勉強をしたい」などと話し、大学入学資格試験にもパスしている大学生の少ないスウェーデンではエリートで、意外なインテリぶりを見せた。またサンドラはフランスの女優だったが、クリスチーナはスウェーデンの女優で、当時のスウェーデンは、日本では"フリーセックスの国"、"ポルノの本場"などと盛んにマスメディアが騒ぎ立て、そのようなイメージで捉えられていたため、本場スウェーデンのポルノ女優という日本のスケベ男を扇情させるには充分な宣伝効果があった。当時は西洋女性の肉体に関して、今日では想像も出来ないくらいの憧憬や渇望があった。クリスチーナ・リンドバーグは、近年では本作の翌年公開されたスウェーデンの本番映画『片目と呼ばれた女(They Call Her One Eye)』で演じた隻眼の女殺し屋・フリッガから、クエンティン・タランティーノ監督が『キル・ビル Vol.2』でダリル・ハンナが演じたエル・ドライバーを着想したことは映画ファンにはよく知られる。 
『不良姐御伝 猪の鹿お蝶』のプロデューサー・天尾完次が『不良姐御伝』が時代劇（明治の文明開期）だったから、現代劇と両方でクリスチーナを売ろうとクリスチーナのスケジュールを余らせ、中島貞夫に「添え物（併映作）で何をやってもいいから」とクリスチーナ主演作を条件にオファーを出したといわれる（中島はフリーの監督）。スター俳優を中心に据えたシステムの徹底する東映は、監督の企画が採用されることはほとんどないが、クリスチーナ・リンドバーグの主演と期日までに作ればいいという条件のみで、内容は放任されため、中島貞夫はその機会を逃さず、仲の良い荒木一郎とクリスチーナをどう絡めるかを考え、自身のやりたかった映画を作った。
クリスチーナの相手役を演じる荒木一郎は、羽仁進監督『愛奴』ロケ中の1969年2月7日、女優志願の女子高生への強制猥褻罪容疑で町田警察署に逮捕され、23日間に渡り拘留され、同年2月28日、処分保留で釈放された後、4月2日不起訴処分となった。この事件はマスメディアに大きく報道され、荒木に激しいバッシングが浴びせられ、マスメディアは荒木を徹底的にシャットアウトし、芸能界から事実上追放された。妻は子供を連れてそのまま離婚。荒木は所属事務所のビクターと相談の上、事務所を辞め、3年間の謹慎となった。
しかし皮肉なことに、このスキャンダルが荒木の芸域を一気に広げた。気が弱く、ドジでマヌケな猥褻犯といった役柄は、当時の役者でできるのは荒木しかいないため、当時"不良性感度路線"を邁進していた東映が救いの手を差し伸べ、東映のB級映画に重用した。1970年、岡田茂プロデュースの渡瀬恒彦のデビュー作『殺し屋人別帳』(石井輝男監督）に出演オファーを受け、映画界にカムバック。ここから天尾完次、中島貞夫、鈴木則文らと東映ポルノの中核を担った。荒木は芸能事務所・現代企画の経営もやっており、東映幹部が荒木を信頼し、東映ポルノの女優のマネージメントを荒木に任せた。池玲子や杉本美樹は、最初別の事務所に所属していたが東映が引き抜き、荒木の事務所に預けた。自身で「ポルノの裏の帝王みたいになった」と述べている。東映社長になった岡田茂から「『荒木一郎の暴力とセックス』という題名で映画を作らないか」と言われたこともあるという。
中島貞夫は1966年の監督デビュー『893愚連隊』で一緒に仕事をした荒木を高く評価し、以降は荒木が京都滞在中は中島宅に住むほど仲良しになり、本作にも抜擢した。音楽が船木謙一とクレジットされているものがあるのは、荒木が自分の出演している映画で音楽もやるのはイヤという考えがあり、別名義にしたと話している。　

## 作品の評価
- 読売新聞の映画評で河原畑寧は「ギリシャ神話を思わせる恋愛映画だ」と絶賛した[5][36]。

- 鹿島茂は「わが生涯の純愛映画ベスト3に入れてもおかしくない"異形の愛"の傑作。私は封切り時に見たとき、不覚にもラストで涙をこぼした。それくらい切ない男の純情を謳い上げた純愛映画である。一般に俳優としての荒木一郎というと『白い指の戯れ』（1972年、日活）の拓のような、内面をほとんどのぞかせないハードボイルドな役柄を評価する向きが多いが、それは本作モグラの荒木一郎と合わせて表裏一体としないと、上っ面をかいなでた理解にとどまる」などと論じている[37]。

## 影響
- 長澤均は「東映の目端の利き具合とプログラムピクチャー時代ならではの即興ぶりには、感心させられる。日本において欧米のポルノを一般化させるのに東映が少なからぬ役割を果たしていることは、サンドラ・ジュリアンとクリスチーナ・リンドバーグという二人の女優の突出した知名度からも容易に想像できるはずだ」と評価している[15]。

## 同時上映
『やくざと抗争 実録安藤組』
- 主演：安藤昇 / 監督：佐藤純彌 / 脚本：石松愛弘